# Stefano Garris
Pour les articles homonymes, voir Garris.
Stefano Garris, né le 21 avril 1979 à Paderborn, en Allemagne, est un joueur allemand de basket-ball. Il évolue aux postes d'arrière et d'ailier.

## Palmarès
- 3e du championnat du monde 2002